# Fonds de recherche du Québec - Nature et technologies
Le Fonds de recherche du Québec – Nature et technologies (FRQNT), anciennement le Fonds québécois de la recherche sur la nature et les technologies et le Fonds pour la Formation de chercheurs et l'aide à la recherche, est un organisme à but non lucratif instauré par le Gouvernement du Québec et visant à promouvoir et développer la recherche en sciences fondamentales et en ingénierie. Avec le Fonds de recherche du Québec – Santé (FRQS) et le Fonds de recherche du Québec - Société et culture (FRQSC), il constitue l'un des trois Fonds de recherche du Québec et est l'un des principaux organismes subventionnaires de la recherche universitaire au Québec. Il relève du Ministère de l'Économie et de l'Innovation (MEI).

## Gouvernance
Le FRQNT a été créé par la Loi sur le ministère de l’Enseignement supérieur, de la Recherche, de la Science et de la Technologie (RLRQ, chap. M -15.1.0.1) qui remplace la Loi sur le ministère du Développement économique, de l'Innovation et de l'Exportation (RLRQ, chap. M-30.01). Le FRQNT est dirigé par un conseil d’administration nommé par le gouvernement du Québec. Celui-ci est formé d'au plus 15 membres. Le conseil d'administration est aidé de quatre comités statutaires: le Comité sur l'éthique et l'intégrité scientifique, le Comité de gouvernance, le Comité des programmes et le Comité de vérification, en plus du Comité conjoint sur la conduite responsable en recherche (commun aux trois Fonds) et du Comité intersectoriel étudiant qui relève directement du scientifique en chef.

## Historique
Le Fonds pour la Formation de chercheurs et l'aide à la recherche (FCAR) est créé le 28 novembre 1984. Il vise, entre autres, à encourager la recherche universitaire par l'octroi de bourses aidant les meilleurs étudiants à poursuivre des études de deuxième ou troisième cycle universitaire.
Le 21 juin 2001, le FRQNT prend la relève du FCAR alors qu'il est regroupé dans une nouvelle structure, les Fonds de recherche du Québec (FRQSC, FRQNT, FRQS). Les trois fonds de recherche conservent toutefois un conseil d'administration indépendant. Depuis le 1er juillet 2011, le scientifique en chef, Rémi Quirion, assure leur bon fonctionnement en collaboration avec les directeurs scientifiques de chaque fonds. 
Janice L. Bailey est directrice scientifique du Fonds depuis le 11 mars 2019. Maryse Lassonde occupait précédemment ce poste depuis le 4 janvier 2012,.

## Conseil d'administration
Le conseil d'administration est actuellement composé de:
- Rémi Quirion - Président, Scientifique en chef du Québec
- Janice Bailey, Directrice scientifique
- Simon Barnabé - Membre, Professeur agrégé / Département de chimie, biochimie et physique, Université du Québec à Trois-Rivières
- Jean-Philippe Bradette - Membre, cofondateur et président de Apprentx inc.
- Li Zhen Cheng - Membre, Professeure titulaire, Université du Québec en Abitibi-Témiscamingue
- Peter Grutter - Membre, Directeur / Département de physique, Université McGill
- Malika Habel - Membre, Directrice générale / Collège de Maisonneuve
- Nathalie de Marcellis-Warin - Membre, Professeure titulaire, Polytechnique Montréal
- Michèle Marcotte - Membre, Directrice principale services consultatifs scientifiques, Agence Canadienne d'Inspection des Aliments
- Gheorghe Marin - Membre, Directeur général, Centre de métallurgie du Québec
- Yves Mauffette - Membre, Professeur / Département des sciences biologiques, Université du Québec à Montréal
- Josée Maurais - Membre, Chercheuse en formation doctorale, Université de Sherbrooke, DATSIT Sphère inc.
- Lyne Létourneau - Membre, Vice-doyenne aux études, Faculté des sciences de l'agriculture et de l'alimentation, Université Laval
- Christian Messier - Membre, Directeur scientifique, Institut des Sciences de la forêt tempéré, Université du Québec en Outaouais
- Guillaume St-Onge - Membre, Directeur, Institut des sciences de la mer de Rimouski, Université du Québec à Rimouski
- Karine Assal, Directrice générale, Fonds de recherche du Québec